# Ptychodesthes
Ptychodesthes is een geslacht van kevers uit de familie bladsprietkevers (Scarabaeidae). Het geslacht werd voor het eerst wetenschappelijk beschreven in 1883 door Ernst Gustav Kraatz.

## Soorten
- Ptychodesthes alternata (Klug, 1855)
- Ptychodesthes bicostata (Schaum, 1848)
- Ptychodesthes gratiosa (Ancey, 1881)
- Ptychodesthes schenklingi Moser, 1917